# Acide chaulmoogrique
L'acide chaulmoogrique, ou acide 2 cyclopentène-1 tridécanoïque, est un acide gras à 18 atomes de carbone dont la chaîne aliphatique se termine par un cycle cyclopenténique. Il est extrait de l'huile de chaulmoogra (Hydnocarpus kurzii), une espèce d'arbres de la famille des Achariaceae, originaire de l'Asie du Sud-Est, dont il constitue 35 % des acides gras. Cette huile est l'un des plus anciens remèdes connus contre la lèpre,.